# Gustav Hedenvind-Eriksson

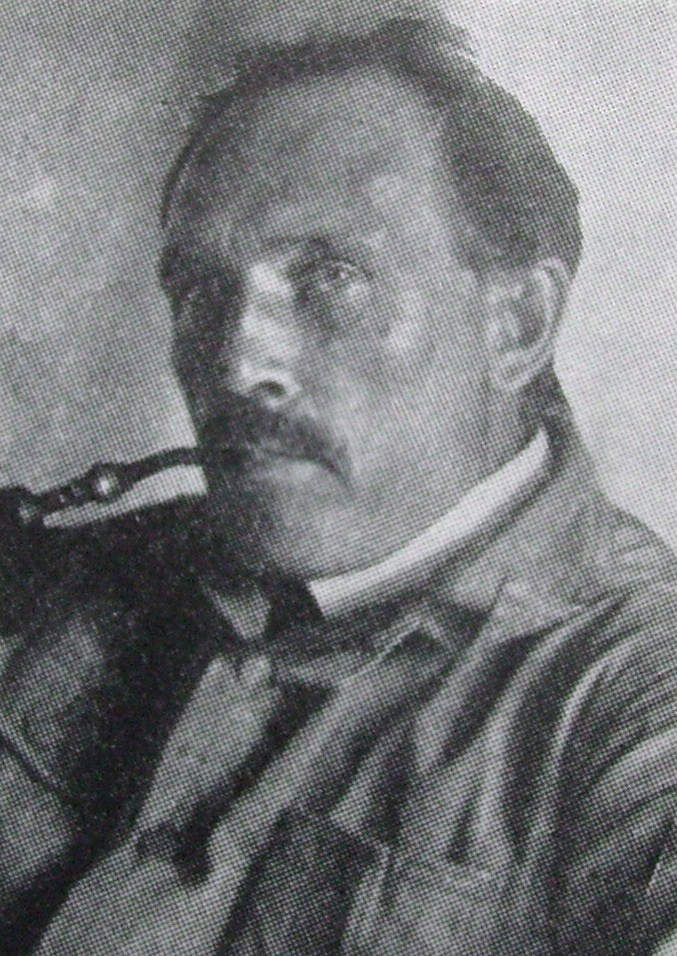
Gustav Hedenvind-Eriksson

Gustav Hedenvind-Eriksson (Alanäs socken, 17 de maio de 1880-Estocolmo, 17 de abril de 1967) foi um escritor da Suécia.
Nos seus livros, descreve as suas experiências como lenhador, escavador ou marinheiro, e são baseados em relatos orais da sua infância. Ganhou o Prémio Dobloug em 1959.

## Obra
- Ur en fallen skog, 1910
- Vid Eli vågor, 1914
- Järnets gåta, 1921
- På friköpt jord, 1930